# Juan Antonio Manzur
Juan Antonio Manzur (San Lorenzo, provincia de Santa Fe, Argentina, 22 de febrero de 1918 – Rosario, 23 de febrero de 1982) fue un pianista, compositor y director de orquesta argentino dedicado al género del tango que llegó a tener la orquesta más popular de Rosario.

## Actividad profesional
Aprendió a tocar el piano desde pequeño junto a su madre, más adelante se perfeccionó con su hermana Elisa y finalmente ingresó en el Conservatorio Santa Cecilia de Rosario, dirigido por Teresita Festucci y Argentina Festucci de Arias Sanz. A los 14 años ya brindaba recitales de piano a cuatro manos con su hermana Margarita y se incorporó como pianista a la orquesta típica de Germán González, que era también director de la Banda de Música de San Lorenzo. En 1936 organizó en la misma ciudad su propio conjunto con Femando Caparroz, Ángel Biarnes y Domingo Mattio, todos músicos de San Lorenzo. A los 18 años se radicó en Rosario y entre 1938 y 1940 fue pianista de la orquesta de Abel Bedrune. Más adelante pasó por los conjuntos Quinteto Viviano-Graziola, Rítmico California, de Atilio Cavestri, y el Cuarteto El Ceibo, de Oscar 0lloqui con el que actúa  por LT8. Fue en esta radioemisora donde el 1° de julio de 1945 Manzur debutó con gran éxito con su primera orquesta típica rosarina integrada por once músicos; en 1946 pasó a LT1, en 1947 a LT2 y entre 1953 y 1958 actuó por LT8. Tenía un ritmo singular, cercano al de la orquesta de Juan D’Arienzo y efectuó grabaciones para el sello Trío, de Rosario, y para discográficas nacionales, entre las que se cuentan disco N°1 de Grandes Valores del Tango y los 4 y 6 de Los Protagonistas del Tango.
Compuso, entre otras obras, los tangos Mi juramento, El día de mamá, Más dulce que la caña, Milonga, siempre milonga, Gran pique, Dos lágrimas tibias, A los tangueros y El tobogán. Algunos de quienes cantaron en sus conjuntos fueron sus cantores fueron Jorge Acuña, Emilio Alcázar, Ricardo Faglia, Héctor Morales, Rubén Olmos y Julio Rivera y entre sus músicos se encontraron Alfredo del Blanco, Carlos Espinosa, Luis Mobilia, Osvaldo Paponi, Juan Carlos Valenti y Arsenio Ventrella.
Siguió trabajando hasta que una noche mientras estaba con su conjunto tocando en el Club Social de Villa Constitución cayó sobre el piano a raíz de un infarto y fue trasladado para su asistencia a Rosario pero no pudo reponerse y falleció el 23 de febrero de 1982. Sus restos se encuentran en el cementerio La Piedad de Rosario.

## Valoración
Juan Manzur

“es una figura histórica de la música de tango…que llevó adelante su pasión por la música. Buen pianista, arreglador y creador. Disciplinado hasta la locura, llegó a tener su orquesta y en los peores momentos en que las orquesta de tangos del interior tiraban la toalla, él seguía proyectando y haciendo tango."

En ocasión del Encuentro Nacional de Músicos Argentinos realizado en 1981 recibió La Lira de Plata como premio por su trayectoria artística.